# آرثر ماك آرثر

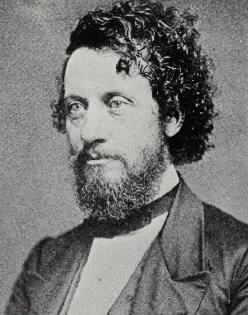
آرثر ماك آرثر

آرثر ماك آرثر الأب (بالإنجليزية: Arthur MacArthur, Sr)‏ هو سياسي أمريكي وحاكم ولاية ويسكنسن الأمريكية ينتمي إلى الحزب الديمقراطي ولد آرثر ماك آرثر في 26 يناير من 1815 في مدينة غلاسكو في اسكتلندا هاجر آرثر إلى الولايات المتحدة مع والدته درس آرثر ماك آرثر في جامعة ويسليان في ميدل تاون في ولاية كونيتيكت الأمريكية وبدأآرثر حياته المهنية كمحامي في عام 1841 في ولاية نيويورك الأمريكية شغل آرثر منصب حاكم ولاية ويسكنسن ما بين 21 مارس من سنة 1856 إلى 25 مارس من نفس العام توفي آرثر ماك آرثر في 26 أغسطس من سنة 1896 في ولاية نيوجرسي الأمريكية.
هو والد القائد العسكري الأمريكي آرثر ماك آرثر الابن، وهذا الأخير هو والد القائد الأمريكي المعروف دوغلاس ماك آرثر.